# Stazione di Gebze
La stazione di Gebze (in turco: Gebze garı) è una stazione sulla ferrovia ad alta velocità Istanbul-Ankara situata a Gebze, nella provincia di Kocaeli, in Turchia. Si trova tra i viali Plevne ed Etem Paşa, a sud-ovest del centro di Gebze. È stata il capolinea orientale del servizio pendolare suburbano verso Haydarpaşa fino al 2013, e nel 2019 è diventata il capolinea orientale della nuova linea ferroviaria per pendolari Marmaray. 

## Storia
Gebze fu aperta nel 1873 come parte della ferrovia Costantinopoli-İzmit, costruita dal governo ottomano. La Ferrovia Anatolica (CFOA) acquisì la linea nel 1880 e continuo' a estenderla a est di Izmit. La CFOA fu nazionalizzata nel 1924 attraverso la Ferrovia anatolica-Baghdad, la quale fu assorbita dalle ferrovie di stato turche (TCDD) nel 1927. Il 29 maggio 1969 fu inaugurato il servizio pendolare da e per il terminal di Haydarpaşa e la linea fu elettrificata fino a Gebze. Durante questo periodo Gebze divenne una delle stazioni più utilizzate in Turchia, poiché molti pendolari usavano la linea per raggiungere Istanbul. Il servizio pendolare è terminato nel giugno 2013 per ricostruire la stazione della nuova linea ferroviaria per pendolari Marmaray e la nuova ferrovia ad alta velocità Istanbul-Ankara. La stazione è stata riaperta il 29 ottobre 2014 con il servizio ad alta velocità YHT per Ankara e Konya via Izmit ed Eskişehir da Pendik. Il servizio Marmaray per Halkalı è entrato in servizio il 12 marzo 2019. La stazione del 1969 aveva due piattaforme a isola e quattro binari. La stazione ricostruita ha due piattaforme a isola e una laterale per un totale di cinque binari.